# Bara landskommun
Se även Bara landskommun, Gotland.

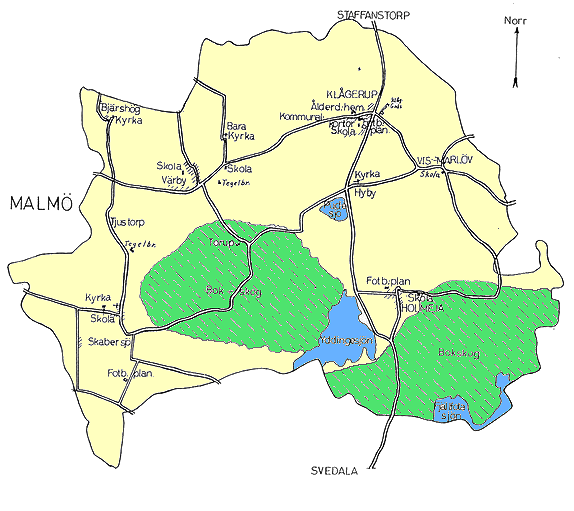
Bara kommun 1976.

Bara landskommun, senare Bara kommun, var en kommun i dåvarande Malmöhus län.

## Administrativ historik
Kommunen bildades när 1862 års kommunalförordningar trädde i kraft i Bara socken i Bara härad.
Den 1 januari 1952 genomfördes den första av 1900-talets två genomgripande kommunreformer i Sverige. Antalet kommuner minskades från 2498 till 1037. Bara gav då namn åt en ny kommun, skapad genom sammanläggning av de tidigare kommunerna Bara, Bjärshög, Hyby och Skabersjö.
Sammanläggningarna inom Malmö kommunblock genomfördes etappvis åren 1967-1977. Bara var den sista kommun som upphörde i samband med den senaste kommunreformen, då den gick upp i Svedala kommun 1977. Eftersom Bara fanns kvar så länge, så hann den vara egen kommun under ett antal år då det nya, generella kommunbegreppet hade börjat gälla. När Bara införlivats i Svedala upphörde kommunblocket att existera.

### Kyrklig tillhörighet
I kyrkligt hänseende tillhörde kommunen Bara församling. Den 1952 tillkom församlingarna Bjärshög, Hyby och Skabersjö. Dessa församlingar gick samman 2002 att bilda Värby församling.

## Kommunvapen
Blasonering: I rött fält ett upprest lejon av guld med huvudet sinistervänt och skilt från bålen samt med tunga, tänder och klor blå. Vapnet fastställdes 13 juni 1969.

## Geografi
Bara landskommun omfattade den 1 januari 1952 en areal av 102,67 km², varav 97,86 km² land.

### Tätorter i kommunen 1960
I Bara landskommun fanns tätorten Klågerup, som hade 357 invånare den 1 november 1960. Tätortsgraden i kommunen var då 15,1 procent. Orten Bara blev tätort 1970.

## Politik

### Mandatfördelning i valen 1950-1973
| 20 | 10 | 2 | 3 |

| 32 |

| 19 | 8 | 3 | 5 |

| 31 |

| 18 | 11 | 2 | 4 |

| 31 |

| 17 | 11 | 3 | 4 |

| 31 |

| 16 | 10 | 3 | 6 |

| 28 | 7 |

| 14 | 10 | 4 | 7 |

| 29 | 6 |

| 14 | 12 | 3 | 6 |

| 27 | 8 |